# Rhodometra sacralis
Rhodometra sacralis är en fjärilsart som beskrevs av Carl Peter Thunberg 1784. Rhodometra sacralis ingår i släktet Rhodometra och familjen mätare. Inga underarter finns listade.